# گمینا پروستکی
گمینا پروستکی (به لهستانی:  Gmina Prostki) یک گمینا در لهستان است که در شهرستان اوک واقع شده‌است. گمینا پروستکی ۲۳۰٫۴۷ کیلومتر مربع مساحت و ۷٬۵۵۶ نفر جمعیت دارد.